# Thomas Bauer
Pour les articles homonymes, voir Bauer.
Thomas Bauer, né le 24 janvier 1986 à Vienne, est un handballeur autrichien. Il évolue au poste de gardien de but à l'AEK Athènes et en équipe nationale d'Autriche.

## Palmarès

### En club
- Coupe d'Autriche (1) : 2009
- Championnat du Portugal (1) : 2019
- Coupe du Portugal (1) : 2019
- Supercoupe du Portugal (1) : 2018-19

### En équipe nationale
- 11e place au Championnat d'Europe 2014
- 13e place au Championnat du monde 2015
- 15e place au Championnat d'Europe 2018
- 19e place au Championnat du monde 2019
- 8e place au Championnat d'Europe 2020
- 26e place au Championnat du monde 2021